# Steven Fischer
Dr. Steven R. Fischer est le directeur de l'université d'Auckland en Nouvelle-Zélande. Il est spécialisé en langues et littératures polynésiennes.

## Ouvrages
- A History of the Pacific Islands (Palgrave Essential Histories Series), 2002[1].
- Island at the End of the World: The Turbulent History of Easter Island, Reaktion Books: London, 2005,  (ISBN 1-86189-245-4)[2]
- Rongorongo: The Easter Island Script: History, Traditions, Text (Oxford Studies in Anthropological Linguistics) 1997  (ISBN 0198237103)
- A history of writing, 2001, Ed. Reaktion,  (ISBN 1861891016)